# 活出堅強
《活出堅強》（日语：もっと強く）為日本音樂團體EXILE（放浪兄弟）的第34張單曲。2010年9月15日於日本發行。

## 解說
- EXILE出道10周年的紀念單曲第1彈，第2彈為下作《I Wish For You》。
- 《活出堅強》為電影《海猿3D:最終話—The Last Message》的主題曲。
- 自《You're my sunshine》後再次成為電影主題曲。
- 現場首次披露於發售前的演唱會《EXILE LIVE TOUR 2010 FANTASY》。
- PV使用了《EXILE LIVE TOUR 2010 FANTASY》的影像。
- 《海猿》上映後本作合法下載數量激增，分別獲得9月間的鈴聲下載及全曲下載的冠軍。

## 發行版本
- CD
- CD+DVD

## 收錄曲目

### CD
1. 活出堅強（日语：もっと強く）（Vocal：ATSUSHI, TAKAHIRO）[7:13]
  - 作詞：ATSUSHI / 作曲・編曲：華原大輔

2010年9月18日公開映画《海猿3D:最終話—The Last Message》主題歌
2. 活出堅強 -電影 Version- [6:37]
3. 活出堅強-Acoustic Guitar Version- [4:49]
4. 活出堅強 (Insturmental) [7:13]

### DVD
1. 活出堅強 (Video Clip)

## 備註
1. 1 2  . Oricon. 2010  [2013-01-19]. （原始内容存档于2013-04-26） （日语）.
2. ↑  . Musicman-NET. 2012-08-02  [2013-01-19]. （原始内容存档于2012-09-04） （日语）.

## 外部連結
- （日語）《もっと強く》日文特設網站
- （中文）《活出堅強》中文特設網站 （页面存档备份，存于）